# Varšavské povstání
Varšavské povstání bylo ozbrojené povstání zorganizované Zemskou armádou v Němci okupované Varšavě. Propuklo 1. srpna 1944 a jeho účelem bylo osvobodit Varšavu pokud možno ještě před příchodem Rudé armády. A dále pak ustavit legitimní fungující státní správu a tím znemožnit ustavení polské vlády úřadující v Moskvě a dirigované Stalinem. Povstání bylo součástí poslední fáze Akce Bouře (Akcja Burza), která zahrnovala povstání napříč celým Polskem. Povstání nebylo konzultované s přibližující RA i když letáky, shazované z letadel, k povstání vybízely.
Povstání nemělo naději na dlouhodobý úspěšný boj bez pomoci zvenčí, protože povstalecké síly neměly dost lidí ani vybavení. Navíc se Němci dozvěděli o povstání hodinu předem a zavčas tak stihli uvést své jednotky do pohotovosti a zabezpečit některé klíčové posty, takže se povstalcům nepodařilo ovládnout celou předpokládanou oblast, ani získat všechen předpokládaný materiál. Když Rudá armáda zastavila před Vislou svůj postup a dlouho odmítala byť jen poskytnout povstalcům přísun zbraní a střeliva, bylo rozhodnuto. Povstání bylo rozdrceno a utopeno v krvi.
Heinrich Himmler nařídil již na počátku povstání zničení města a vyhlazení jeho obyvatelstva a tento rozkaz byl vzorně plněn. Německé jednotky od počátku masově vraždily válečné zajatce i nezúčastněné civilisty. Ušetřeny nezůstaly ani ošetřovatelky či nemluvňata. Takovýto přístup ovšem nutil povstalce bojovat až do úplného konce a jelikož přitom dokázali vzdorovat velmi houževnatě a způsobovali přitom německé straně těžké ztráty, místní němečtí velitelé tento postoj nakonec revidovali. 2. října bylo vyhlášeno příměří, 3. října v 5:00 vstoupila v platnost kapitulace povstalců, smluvená s podmínkou, že se zajatci bude zacházeno v souladu s Ženevskými konvencemi. Bezprostředně po kapitulaci byla dohoda (s mírným zpožděním v některých oblastech) zhruba respektována, později už ne. Důsledky porážky povstání byly pro Polsko strašlivé. Byla při něm zdecimována elita polského národa, resp. to, co z ní zbývalo po pěti letech teroru. Celkem zemřelo 120–225 tisíc civilistů, přes 700 tisíc jich bylo vyhnáno z města a město samo bylo srovnáno se zemí. Mezi mrtvými civilisty i bojovníky měli značné zastoupení mladí lidé a inteligence, kteří tvořili většinu příslušníků bojových jednotek. Rozdrcení povstání zároveň znamenalo téměř úplné zničení centrálních struktur Polského podzemního státu a Zemské armády; tyto organizace tak v klíčovém okamžiku přestaly být konkurenceschopným oponentem nastupující komunistické moci.

## Situace před povstáním

Vlajka Polského podzemního státu a Zemské armády: polské národní barvy a kotwica, symbol polského odboje

| „                               | Kdyby v Generálním gouvernementu nebylo Varšavy, nemuseli bychom se potýkat se 4/5 našich současných problémů. Varšava byla a bude centrem chaosu, místem odkud se odpor šíří do ostatních částí země. | “ |
| — Generální guvernér Hans Frank | |   |

Polsko bylo jednou z nejvzpurnějších zemí, jaké Třetí říše na svém válečném tažení dobyla. Poláci se navzdory mimořádně brutálnímu teroru ze strany okupantů se svým novým postavením nikdy nesmířili a vedli proti nim tvrdý boj nejen jednotkami v zahraničí, ale i doma. V Polsku vznikl rozsáhlý podzemní stát, který disponoval vlastními školami, úřady, soudy a ozbrojenými jednotkami. Přestože byl polský odboj politicky roztříštěn, drtivá většina jeho demokratických skupin tento podzemní stát respektovala a spolupracovala s ním (zcela mimo stáli komunisté). Tyto skupiny spolu nespolupracovaly. 
Na rozdíl od sousedního Protektorátu se německé okupační správě nikdy nepodařilo polský domácí odboj potlačit. Samozřejmě, gestapo mu zasadilo celou řadu těžkých ran, ale mrtví velitelé a zničené buňky odporu byly okamžitě nahrazovány jinými a polské podzemní struktury navzdory ukrutným represím stále sílily.
V Polsku měla hnutí odporu obrovskou oporu v silné struktuře harcerského hnutí (zejména harcerské odbojové organizace Szare Szeregi a Hufce Polskie), v katolické církvi (kláštery sloužily jako úkryty pro pronásledované a místo zprostředkování pomoci), v politických spolcích, jakož i v důstojnických kruzích se staletími prověřenými zkušenostmi jak s válčením, tak s revoltováním a podzemním odporem. Profesionální vojáci měli bohaté zkušenosti s odbojem a konspirací z dob, kdy bylo Polsko rozděleno mezi císařské Německo, Rakousko-Uhersko a carské Rusko. Polský odboj byl občas schopen úspěšně přepadat i silně chráněné transporty vězňů v samotné Varšavě (viz např. Akce u Arzenálu), či vynášet a realizovat rozsudky smrti nad vysokými důstojníky varšavského gestapa a SS, kteří se projevili obzvláštními ukrutnostmi (jako např. „Varšavský kat“ Franz Kutschera). Sebekrutější represe je nedokázaly zastavit. V řidčeji obydlené východní části země existovala rozsáhlá území kontrolovaná partyzány.
| „                               | Když jsem byl v Praze, viděl jsem všude rozvěšené plakáty oznamující popravu sedmi Čechů. Říkám: Kdybych měl nechat vyvěsit plakáty pokaždé, když je popraveno sedm Poláků, všechny polské lesy by nestačily k výrobě papíru pro tato oznámení. | “ |
| — Generální guvernér Hans Frank | |   |

Válka ovšem zuřila nejen mezi Polským podzemním státem a Němci, ale jak již bylo řečeno, též mezi podzemním státem a komunistickým odbojem. Ten byl sice mnohem slabší, než podzemní stát, ale mělo se mu dostat podpory Rudé armády, která, po zahájení obsazování Polska Německem od 1.9.1939 (jak si většina Poláků dobře pamatovala) dne 19.9.1939 začala obsazovat území Polska až po Curzonovu linii, určenou po ukončení 1. svět. války jako hranici mezi dvěma nově vzniklými státy - Polskem a Sovětským svazem. Rozpoutala ve východní části země teror stejně brutální, jako tomu bylo v západním Polsku. A pak tu byl Katyňský masakr, u něhož Polákům není úplně jasné, kdo ho spáchal a jaký měl rozsah, nicméně určitou nejasnou představu měli a i z tohoto důvodu Sovětskému svazu a Stalinovi nevěřili.
Stalin a Polská dělnická strana (Polska Partia Robotnicza) iniciovali na Silvestra 1943 vznik Polské národní rady (Krajowa Rada Narodowa), která sdružovala prosovětské a prokomunistické strany a uskupení (účast ostatních stran byla vyloučena). Nově zřízená rada jmenovala navzdory existující legální vládě v britském exilu „prozatímní výkonný orgán“ Polský výbor národního osvobození (Polski Komitet Wyzwolenia Narodowego, PKWN). PKWN později přebíral kontrolu nad osvobozeným polským územím, kde byly struktury podzemního státu zároveň Rudou armádou likvidovány. Panovaly obavy, že se totéž stane ve Varšavě a Stalin zabere celé Polsko (komunisté ostatně otevřeně prohlašovali, že nemají v úmyslu vpustit do Polska londýnskou vládu), proto řada představitelů polského demokratického odboje považovala za nezbytné vyhnat Němce z města (resp. z většiny měst) vlastními silami a přivítat osvobození s fungujícími legitimními vládními strukturami, které by nešlo nenápadně odstranit, a které by PKWN vyřadily ze hry.

## Plány a cíle povstání
V druhé půli července 1944 vládlo ve Varšavě obrovské napětí. Rudá armáda již byla na dohled Varšavy a její jednotky již bojovaly na okraji Pragy. (Praga - rozkládala se na východním břehu Visly, tvořila samostatné město v letech cca 1432 do 1791. Dnes se v širším smyslu území pravé strany protékající řeky Visla ve Waršavě, obecně nazývá Praga). Řeka Visla ale tvořila vážnou překážku v postupu RA dále na západ. Přesto rozhlas a propagační plakáty shazované z letadel vyzývaly Poláky, aby povstali. Vedení Zemské armády bylo oprávněně přesvědčeno, že primárním cílem sovětské ofenzívy je právě Varšava. Pro Poláky to byl ovšem pochybný důvod k radosti, protože NKVD na „osvobozeném území“ likvidovala struktury podzemního státu, zatýkala a vraždila jeho představitele a ustanovovala komunistický režim stalinského typu. Nutnost povstat a dokázat, že podzemní stát existuje, je silný a věrný londýnské vládě, která je legitimní a reálně vládnoucí vládou v Polsku, se tak jevila jako velmi akutní. Jestliže komunisté prohlašovali, že londýnskou vládu do Polska nepustí, mělo jim být ukázáno, že tam už je. Je pochopitelné, že za těchto okolností podzemní stát nekonzultoval své přípravy se sovětskou stranou, na druhé straně ji oficiálně informoval. A jestliže polští a sovětští komunističtí představitelé později tvrdili, že povstání bylo neuváženým činem provedeným bez porady s nimi, pak to postrádá logiku i z toho důvodu, že propagandistické akce Rudé armády i komunistů k tomuto povstání obyvatelstvo již několik měsíců vyzývaly.

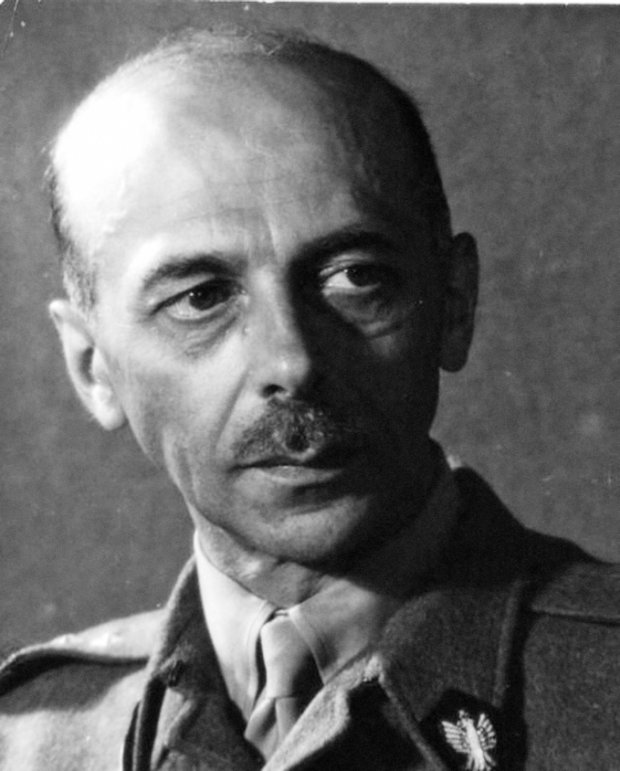
Generál Komorowski, hlavní velitel Zemské armády

Hlavní velitel Zemské armády Tadeusz Bór-Komorowski musel za této situace čelit sílícím požadavkům na vyhlášení mobilizace a zahájení poslední fáze Akce Bouře – všeobecného povstání proti německým okupantům. Velmi s tímto krokem váhal, byl si vědom, že prozatím je poměr sil stále ještě příliš vychýlen ve prospěch Třetí říše. Byly tu ovšem i další okolnosti, které mu nedávaly dostatečný prostor ke svobodnému rozhodování. Poláci svíraní již téměř pět let trvajícím terorem byli odhodláni povstat a váhající velení Zemské armády v jejich očích ztrácelo autoritu. Stále byli ještě disciplinovaní, ale již zde bylo akutní riziko, že povstanou i bez souhlasu vedení, což by nutně vedlo ke katastrofě. A posledním limitem, který radikálně omezil možnost vedení polského podzemí určovat, jakými cestami se bude odboj ubírat, bylo jednání německé okupační správy. Posledním důležitým vstupem, který defakto přinutil Zemskou armádu zahájit akce, byl totiž dramatický vývoj situace ve Varšavě samotné.
V druhé půli července, za pokračujícího postupu Rudé armády u okraje Varšavy, se německé velení rozhodlo dokončit plány na přeměnu Varšavy na hlavní opěrný bod německé fronty (realizace staršího záměru byla asi o týden odložena díky zmatkům po Stauffenbergově pokusu o převrat). Generální guvernér Hans Frank vydal výnos, podle kterého se mělo 27. července dostavit 100 000 Poláků ve věku 17–65 let na shromáždění na náměstí. Muži měli být použiti jako pracovní síla k opevňovacím pracím. Jelikož by nařízení závažně zasáhlo do struktur Zemské armády, její vedení to považovalo za pokus okupantů ochromit polské podzemí a každopádně nemohlo ignorovat fakt, že provedení výnosu by znemožnilo účinnou mobilizaci i celé povstání, i kdyby snad toto nebylo jeho zamýšleným účelem. Podzemní stát vyzval tedy Varšavany, aby výnos ignorovali, čímž ovšem sám sebe zavázal k brzkému zahájení povstání. Bylo jasné, že takovéto masové odmítnutí poslušnosti ve zcela zásadní věci nutně vyvolá rychlou reakci okupantů, která si povstání vynutí. Generál Komorowski už v podstatě neměl na výběr, vyhlášení mobilizace sil Zemské armády v oblasti Varšavy a následné zahájení povstání k 1. srpnu již bylo neodkladnou nutností.

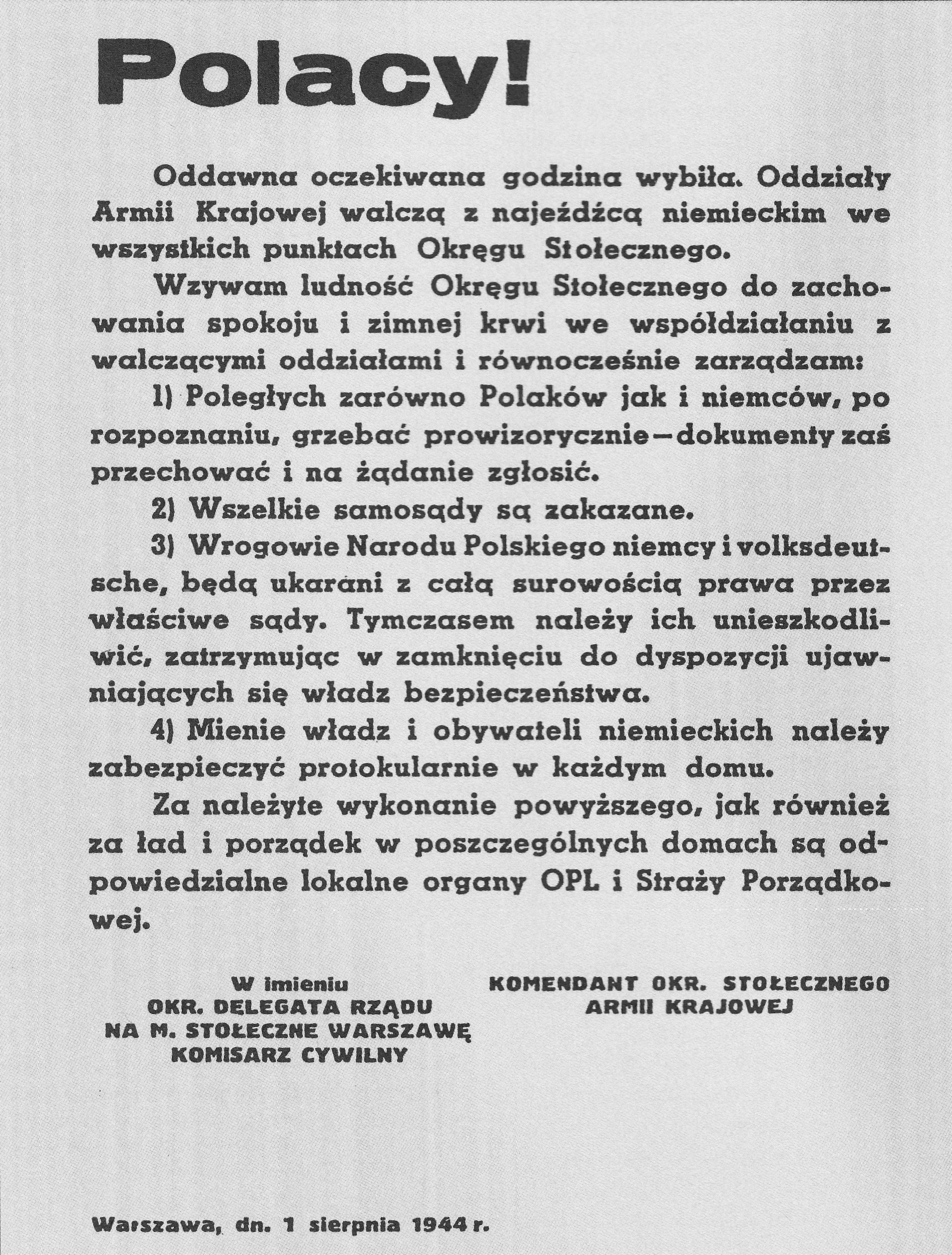
Proklamace povstání z 1. srpna 1944

Plány se na polské straně rodily uspěchaně a v dlouhodobějším horizontu byly extrémně vágní. Jeden z důvodů byl i ten, že původně se spíše zvažovala možnost nezahrnout Varšavu do Akce Bouře, ale buďto povstání načasovat zvlášť, nebo se o ně vůbec nepokoušet. Definitivně se o začlenění varšavského povstání do Akce Bouře rozhodlo na velitelství Zemské armády až 21. července, a to pod dojmem rostoucích informací o válečných zločinech a teroru Rudé armády a NKVD ve východním Polsku. Londýnská vláda toto rozhodnutí schválila až 25. července. Obecně se předpokládalo, že Rudá armáda bojující na okraji Pragy vstoupí na levý břeh Visly během několika dnů, zejména když jí povstání v německém týlu pomůže. Obvyklé odhady počítaly s 3–5 dny, 10 dní bylo obecně považováno za maximum, po které musí povstání vydržet. S ohledem na předpokládané brzké zhroucení německé moci v oblasti se velitelé povstání domnívali, že určitou vágnost a nejasnost v dlouhodobějších výhledech povstání a jeho logistiky lze akceptovat. Koneckonců neměli na vybranou. Museli při vlastní materiální nouzi spoléhat na kořistní výzbroj a výstroj. Pro nejasné vstupy ani žádné přesnější plány stvořit nešlo a oni sami jasně chápali, že povstání jako samostatná akce žádný dlouhodobý výhled nemá. Museli se tedy spolehnout na to, že dlouhodobý výhled nepotřebuje. Ovšem takovýto přístup je vždy obrovským hazardem. Oni však předpokládali, že jde o riziko, které je nutno podstoupit. Navíc realita je taková, že podle dostupných vědomostí skutečně neměli důvody se obávat, že by se postup Rudé armády měl zastavit.
Zemská armáda měla ve městě a jeho nejbližším okolí na 45 tisíc mužů, zbraněmi však mohla do určité míry vybavit jen asi 20 tisíc z nich. Potřebovala dosáhnout rychlého počátečního úspěchu, během kterého by díky momentu překvapení přemohla početně slabší, ale skvěle vybavené německé jednotky, a ovládla klíčové body ve městě. Minimálně za účelem vytvoření konsolidovaného bránitelného perimetru a při tom by získala dostatek zbraní a vojenského materiálu k vybavení ostatních bojovníků. Pro případné dlouhodobější akce bylo klíčové ovládnutí letiště a jeho okolí, což by umožnilo snadný přísun lidí a materiálu od spojenců. Tragédií povstání byl fakt, že v první den se nepodařilo splnit žádný z těchto bodů. Selhání velké části útoků na klíčové pozice ve městě, způsobené především únikem informací a z něho plynoucí ztrátou výhody překvapení, pohřbilo všechny připravené plány a přeměnilo povstání v jednu velkou heroickou improvizaci. Pro povstalce bylo jediným štěstím, že improvizovala i druhá strana – ačkoliv německá správa s možností povstání musela počítat, zjevně nepovažovala za nutné vytvořit pro takovou situaci nějaké nouzové plány.

## Síly stran
Síly stran procházely na obou stranách složitým vývojem, který nelze popsat jediným číslem. Obecně lze říci, že německá strana byla mnohem lépe vyzbrojena a (v průměru) i vycvičena, a že nedostatek zbraní a munice polské straně nikdy neumožnil naplno využít svůj lidský potenciál. Její kapitulace byla též vynucena nikoliv bezprostředním vývojem bojové situace, ale ohledem na statisíce obyvatel Varšavy, kteří se skrývali v povstalci kontrolovaných částech města.

### Povstalci

#### Lidský kádr

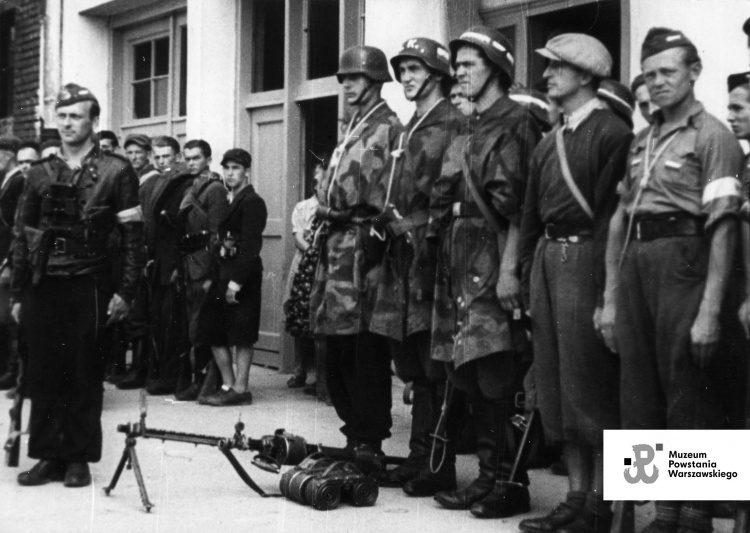
Povstalci používali většinou zbraně, munici a výstroj ukořistěné Němcům

Hlavní částí povstalců a iniciátory povstání byli příslušníci Zemské armády, která celkem nasadila asi 45 tisíc mužů, zpočátku ovšem do boje zasáhlo pouze asi 20 tisíc, protože pro ostatní nebyly zbraně. Povstání postupně podpořily Národní ozbrojené síly (Narodowe Siły Zbrojne) v počtu asi 800 mužů a komunistická Lidová armáda (Armia Ludowa) v počtu asi 500 mužů. Dále zde byly další posily, např. v podobě Židů vysvobozených z dobře opevněného koncentračního tábora Gęsiówka překvapivým útokem praporu Zośka.
Většina povstalců byla nedostatečně vycvičena a měla jen minimální zkušenosti, vysokými kvalitami se vyznačoval pouze důstojnický sbor a několik málo veteránů, tzv. „cichociemni“ (výsadkáři, příslušníci tajných odbojových jednotek vycvičení ve Velké Británii) a harceři. Podpůrné jednotky a organizace byly z velké části zaplněné ženami a dětmi, ženy byly často ošetřovatelkami a spojkami, mladí harceři byli páteří harcerské polní pošty. Později došlo i na zařazování dobrovolníků z řad dětí do bojových jednotek, velmi důležitou roli sehrály v bojích v kanálech.
Předpokládaná pomoc Rudé armády se nedostavila. Po 14. září se na křídle povstalců u Visly objevilo postupně 5 praporů 1. polské armády (Pierwsza Armia Wojska Polskiego) generála Berlinga, jediné jednotky Rudé armády, která dosáhla fyzického dotyku s povstalci, a u níž nelze pochybovat o tom, že se o pomoc povstání skutečně vší mocí snažila. Na pomoc povstalcům se přes Vislu přeplavilo necelých 1 500 „Berlingovců“. Od zbytku Rudé armády se jim dostalo pouze slabé dělostřelecké a letecké podpory a téměř všichni padli nebo byli zajati.

#### Výzbroj
V počátcích povstání byly k dispozici pouze pěchotní zbraně pro asi 20 tisíc lidí, a to pouze při zahrnutí zbraní, které si nějak zaopatřili sami bojovníci. Těžké zbraně a bojová vozidla na straně povstání původně neexistovaly, později ale byly přece jen nějaké jednotlivé kusy získány.

#### Obrněná technika povstalců
V průběhu bojů měli povstalci k použití pět kusů obrněných vozidel ukořistěných na německé straně a jeden svépomocně vyrobený.
- PzKpfw. V Panther Ausf. G – elitní harcerský prapor Zośka 2. srpna ukořistil dva provozuschopné stroje, které poté sloužily v improvizované tankové četě „Wacek“, kterou prapor na místě vytvořil. Jeden z nich („Magda“) hrál klíčovou roli při útoku na Gęsiówku. V Gęsiówce byla četa rozšířena o několik židovských dobrovolníků, kteří se ujali nelehké role mechaniků zodpovědných za jejich udržení v provozuschopném stavu. 11. srpna, po vypotřebování veškeré dělostřelecké munice, byly stroje na ústupu polity benzínem a zapáleny.[5]

- Jagdpanzer 38 (t) Hetzer – získán jeden stroj, pojmenován „Chwat“ (Odvážlivec). Původně jen částečně funkční, zabudován do barikády u Napoleonova náměstí, poté opraven a ponechán na poště jako záloha. Do boje už ale nezasáhl, protože byl zasypán ruinami budovy při náletu. Po válce nejprve umístěn do muzea, ale později byl na příkaz komunistické vlády sešrotován.[6]

- SdKfz 251/1 Ausf. D – získány dva kusy, pojmenovány „Szary Wilk“ (Šedý vlk) a „Starówka“ (Staré město), přímo v bojových akcích byl ale používán jen první z nich.

- Obrněný vůz Kubuś (Kubík) – improvizovaný obrněný automobil vyrobený v srpnu povstalci, v září vyřazen z boje.

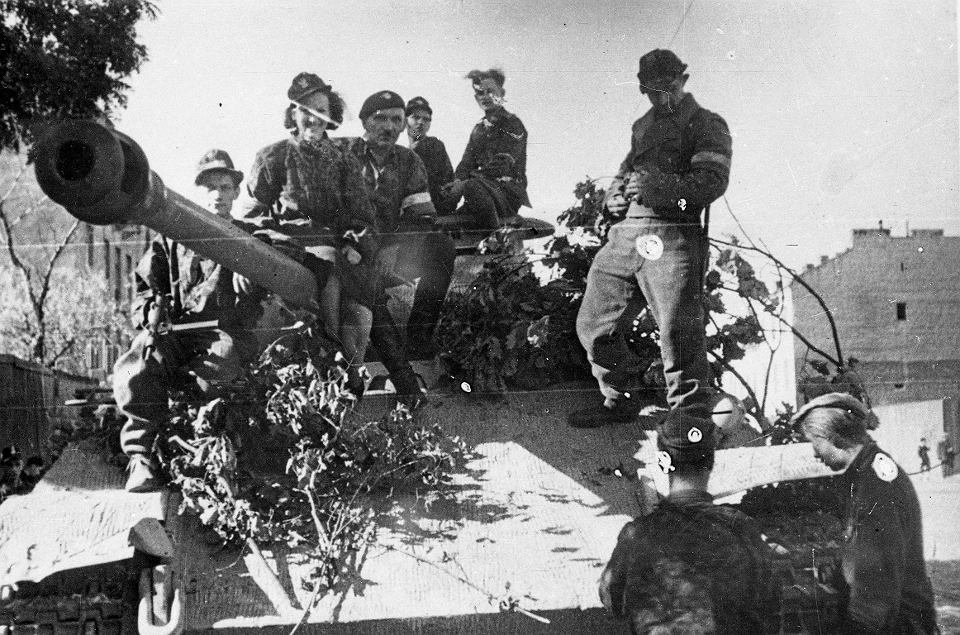
Ukořistěný Panther
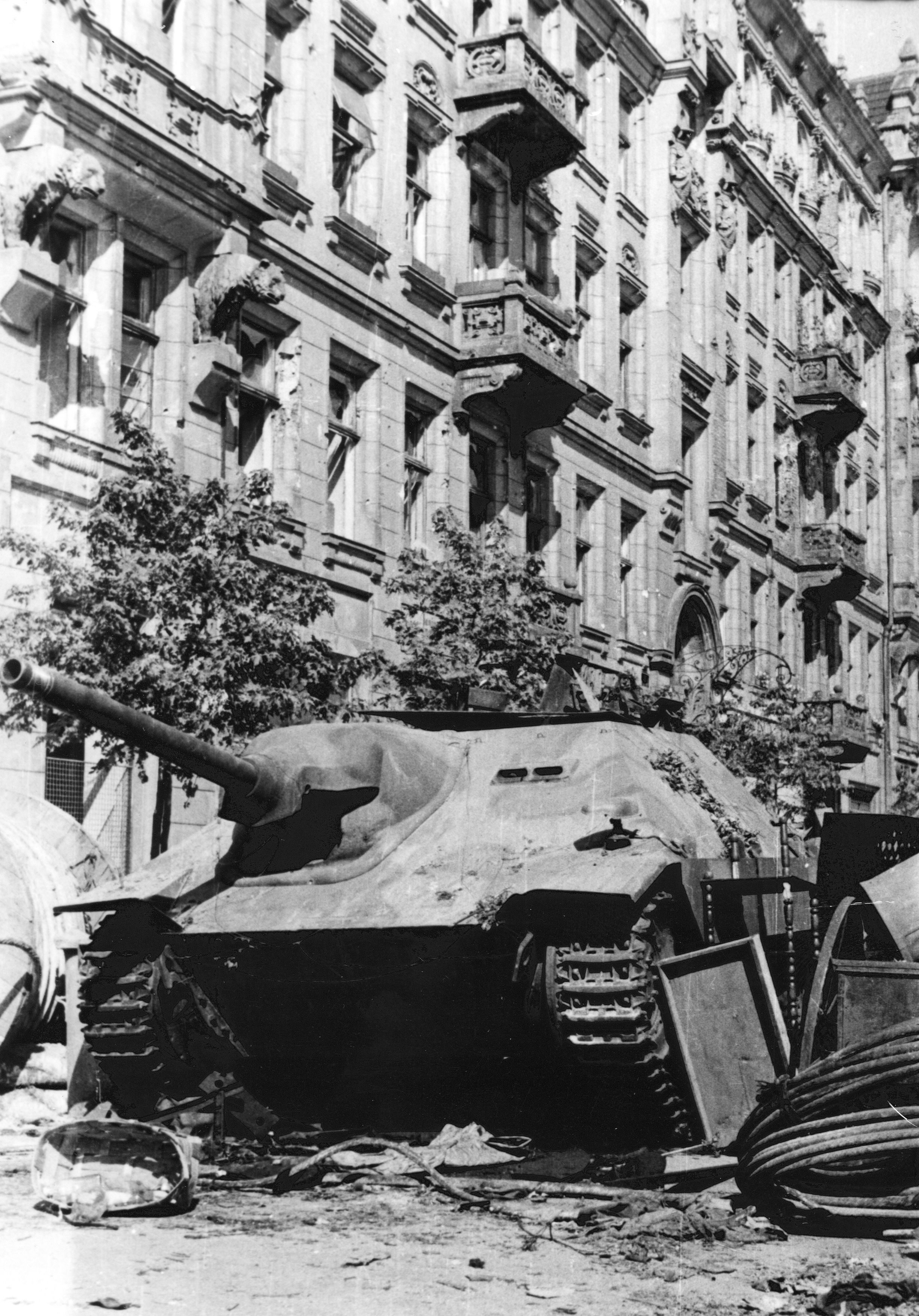
Hetzer „Chwat“
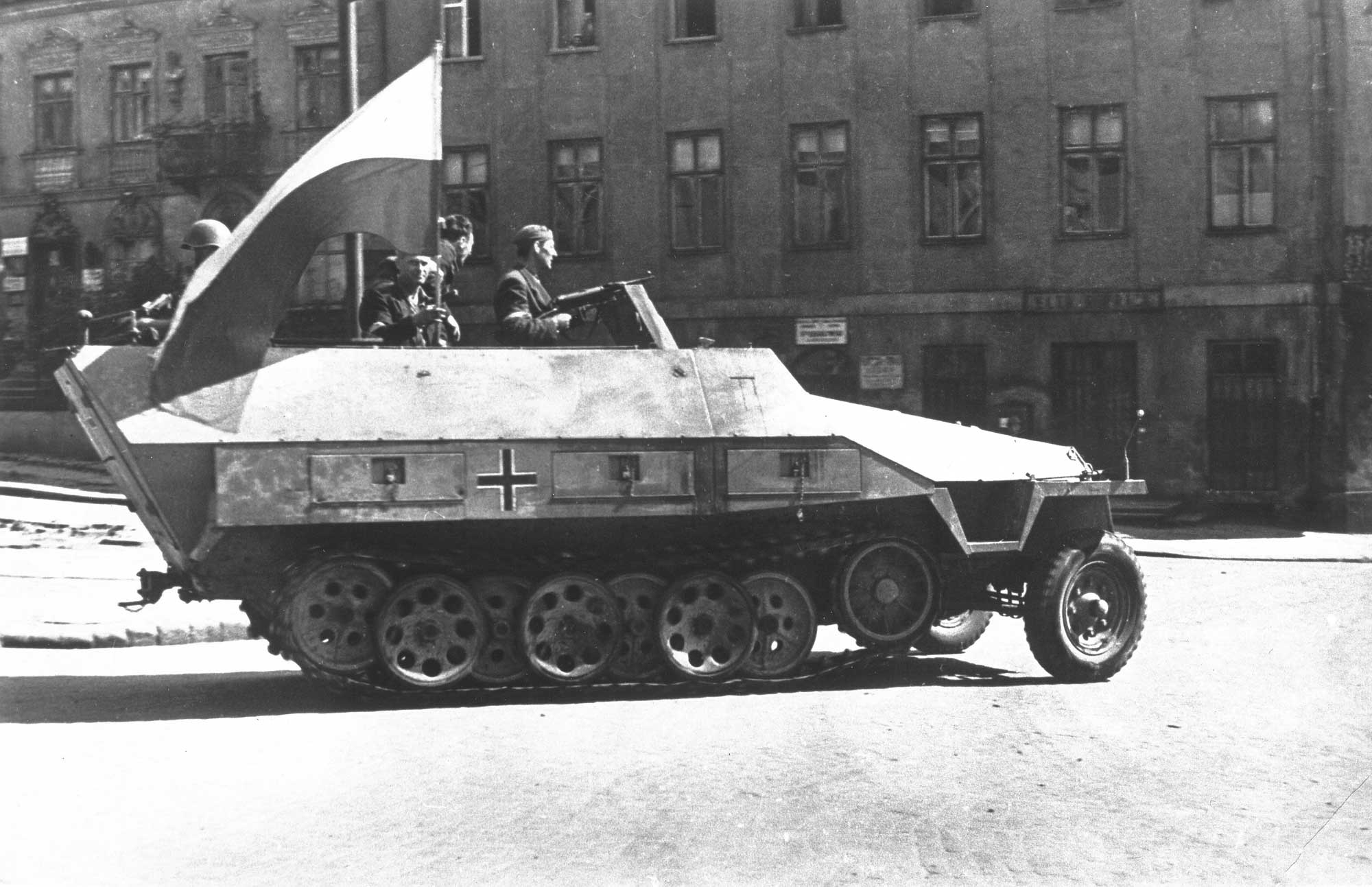
SdKfz 251 „Szary Wilk“
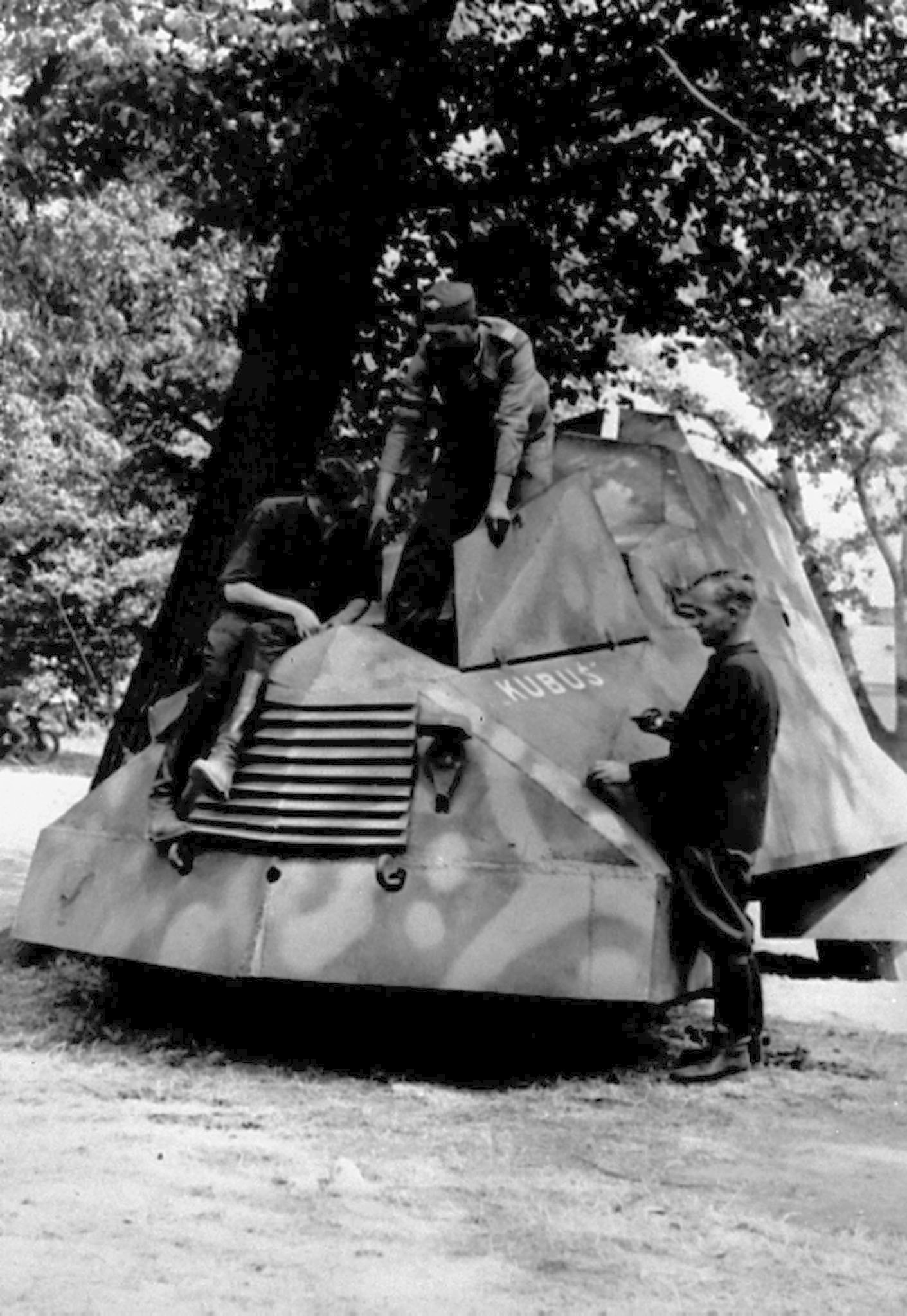
Kubuś připravovaný k boji
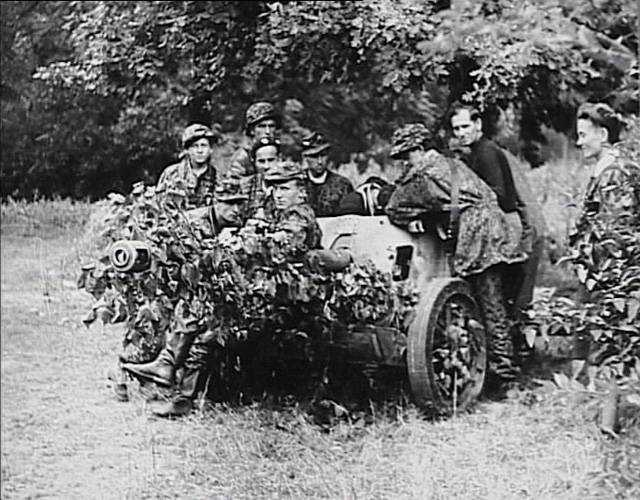
Povstalci s protitankovým kanónem Pak 38
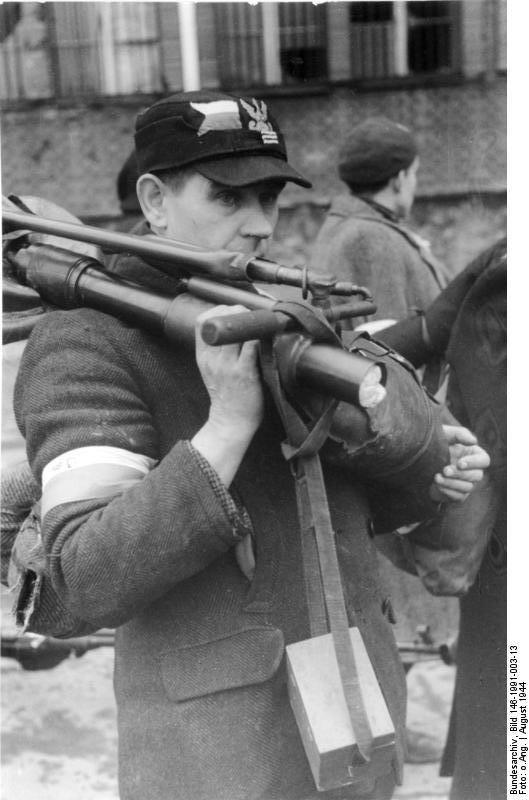
Povstalec s britským minometem

### Německá strana
Německá strana disponovala na počátku povstání 20 200 muži + prakticky okamžitě mohla čerpat z několika tisíců mužů frontových záloh (jejichž počet se odhaduje na cca 5 000). V průběhu povstání byly přisunuty další jednotky, přímo na potlačení povstání tak bylo nasazeno zhruba 50 tisíc mužů. Pokud k varšavskému povstání připočteme i jednotky generála Berlinga (viz výše) a jednotky, které byly nasazeny proti nim, dosáhneme ovšem podstatně vyšších počtů. Německá strana disponovala rozsáhlým arzenálem těžkých zbraní – děl i bojových vozidel. Rozsáhlé bylo i letecké bombardování povstaleckých pozic, proti kterému se povstalci neměli jak aktivně bránit, neboť nedisponovali prostředky protiletadlové obrany.

#### Na počátku povstání
Na počátku povstání disponovala německá strana 20 200 muži: 11 tisíci vojáky (5 tisíc v pohotovostních jednotkách Wehrmachtu, 4 tisíce v jednotkách Luftwaffe, 2 tisíce v řadách Wachtregiment Warschau), 5 700 příslušníky policie a SS a  3 500 příslušníky specializovaných pořádkových jednotek. Na východním břehu Visly pak čerpala od počátku z frontových záloh, byť nejprve nečetných.

#### Posily vprůběhu bojů
V průběhu bojů přisunula německá strana další jednotky, z nichž nejvýznamnější byly: Sonderbataillon Dirlewanger (složený z těžkých kriminálníků, který bitvu zahájil s 881 muži, v dalším průběhu pak byl doplněn 2 500 muži a 2 733 jich ztratil), policejní skupina Heinze Reinefartha, 29. divize zbraní SS RONA (vytvořená z ruských přeběhlíků, která čítala asi 10 500 mužů). Především na východním břehu byly přechodně nasazeny i části německých elitních frontových jednotek, jako byly např. SS-Division Totenkopf, Fallschirm-Panzer-Division 1 Hermann Göring či 5. SS-Panzer Division „Wiking“.

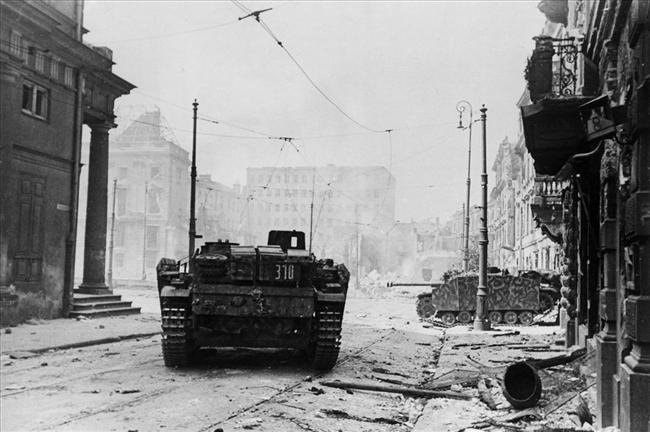
Stug III v ulicích Varšavy
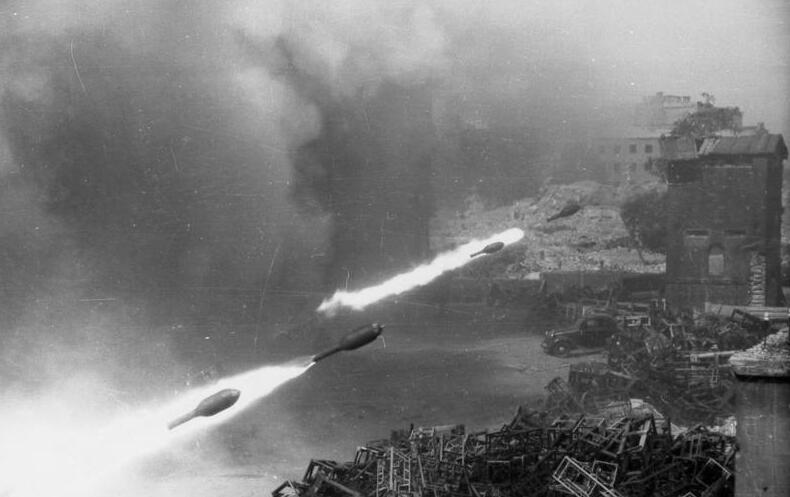
Palba německých raketometů
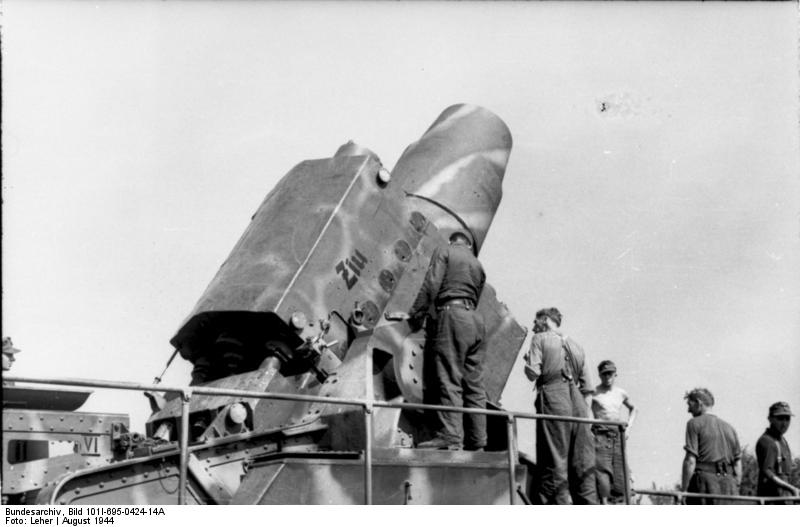
Moždíř Karl, použitý ve Varšavě
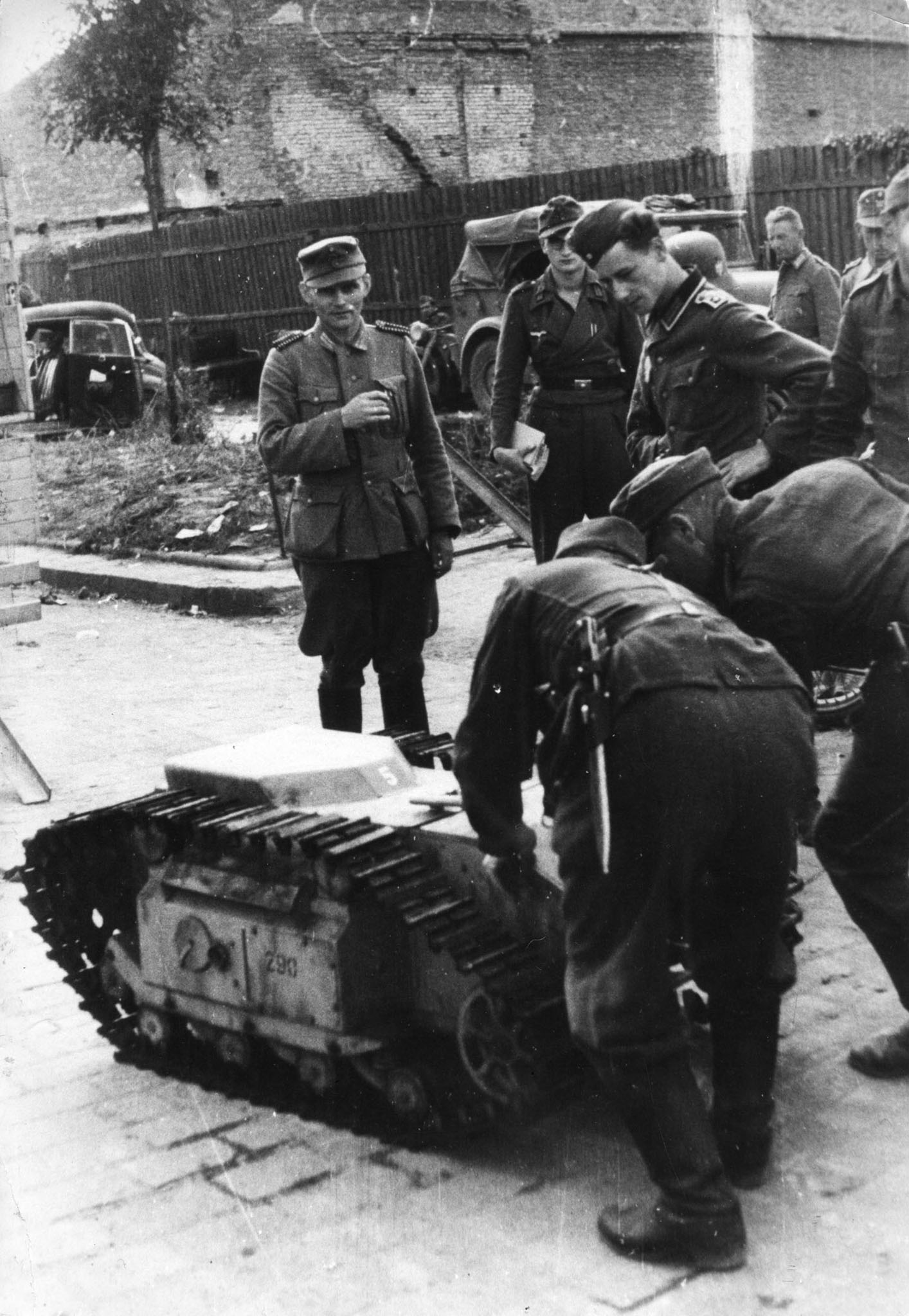
Nosič nálože Goliath
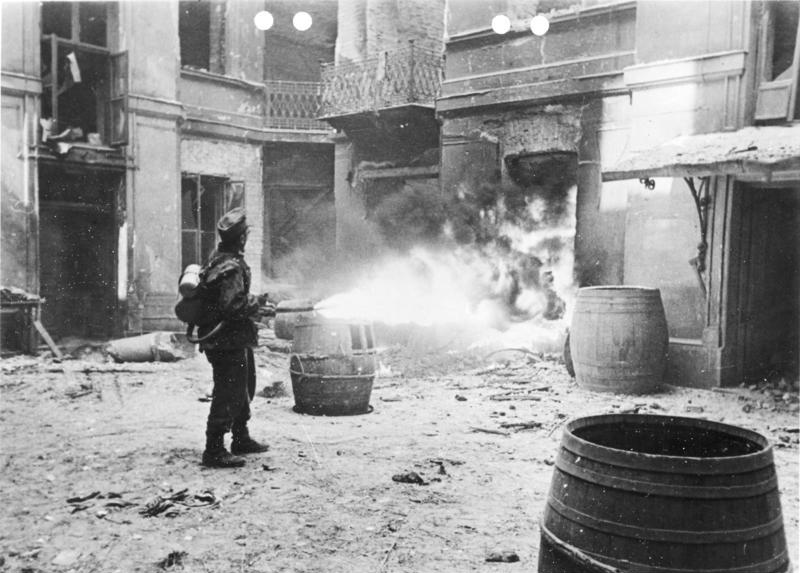
Německý voják s plamenometem
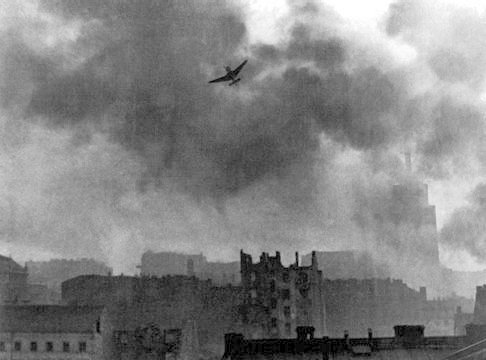
Stuka bombardující Śródmieście

## Průběh bojů

### Začátek povstání

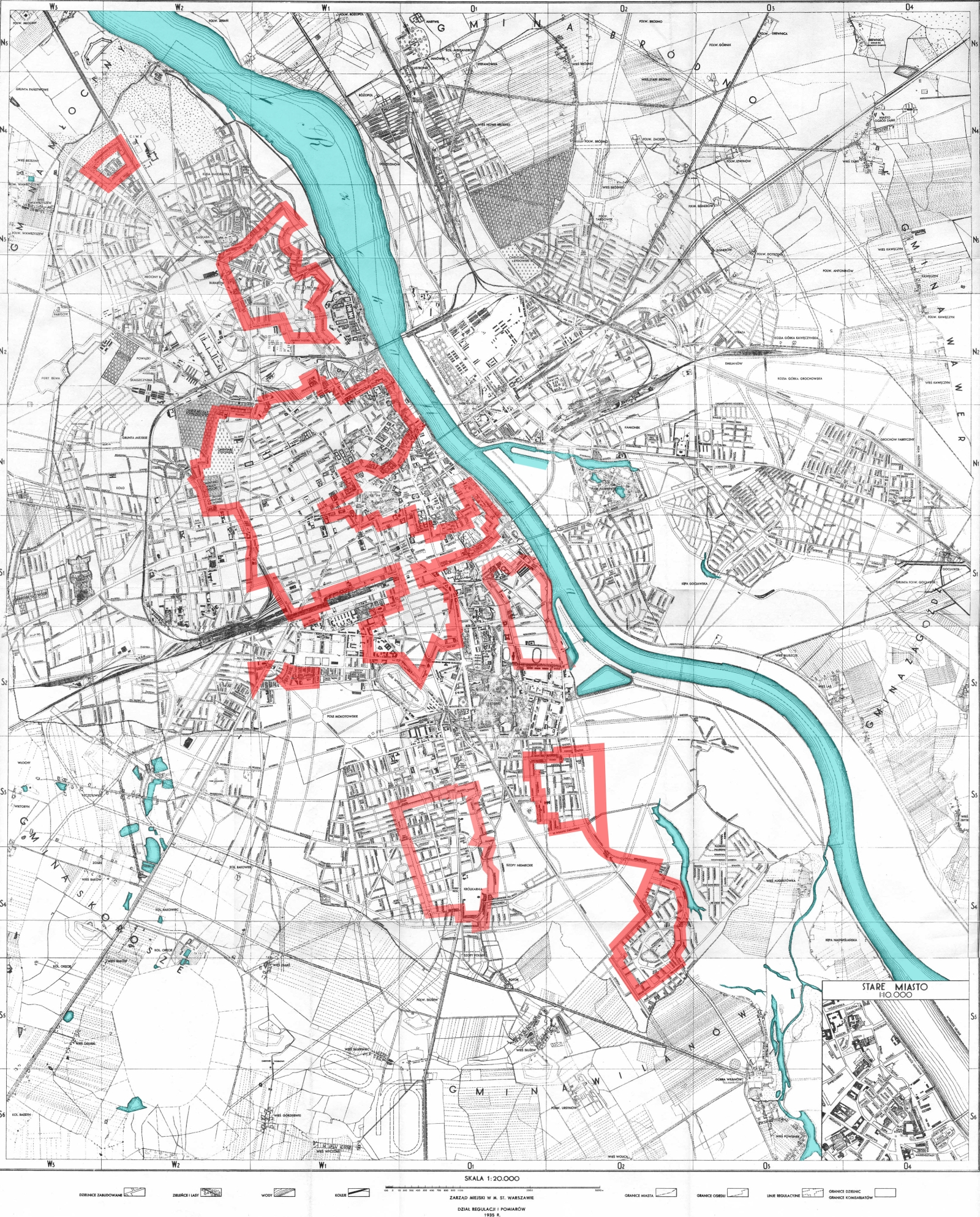
Oblasti ovládané povstalci 4. srpna

Vedení Zemské armády dlouho váhalo, na kdy určit „hodinu W“, nakonec vydalo 31. července v 17:30 pokyn, že nadejde nazítří v 17:00. Řada odborníků toto rozhodnutí později podrobila zdrcující kritice. Podle nich by bylo lepší zahájit boj nočními přepady a diverzními akcemi, pro něž byly některé jednotky povstalců dobře připraveny, a při nichž by se poněkud setřely i rozdíly ve výzbroji. Tento postoj má určitou logiku, na druhé straně je zde závažná námitka: zmíněný výcvik absolvovala jen část povstalců a povstání bylo nutně velkou masovou akcí – a pro rozsáhlé bojové akce s převážně nezkušenými jednotkami (probíhající zároveň ještě s mobilizací) není noc nejvhodnější. Každopádně závažný problém byl, že vše šlo příliš narychlo, takže se nepodařilo zavčas informovat všechny povstalecké jednotky, respektive všechny členy těchto jednotek. Mnoho životně důležitých akcí prvního dne bylo od počátku znevýhodněno buďto opožděným začátkem, nebo nekompletním stavem oddílů, které je měly provést.

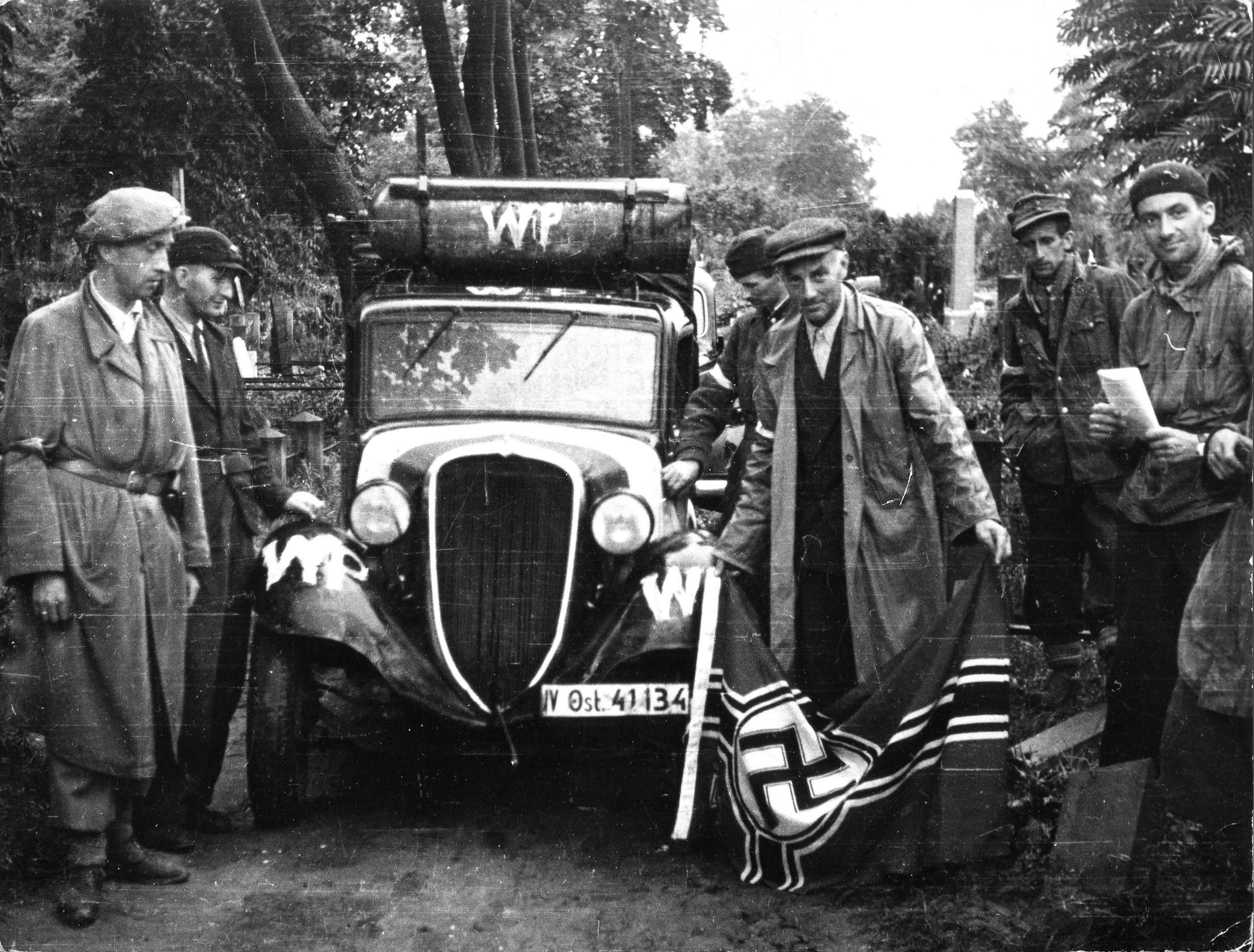
1. srpen 1944 krátce před hodinou W. Četa Agaton praporu Pięść na evangelickém hřbitově. S vlajkou pózuje velitel praporu, major Alfons Kotowski „Okoń“

Naprostou katastrofou pro povstalce byl fakt, že ztratili moment překvapení. Už od 13:00 propukaly (částečně díky aktivitám německých ozbrojených složek, částečně neopatrností či přílišnou horkokrevností některých povstalců a částečně protože probíhající mobilizace nemohla být zcela nenápadná) ozbrojené střety a přestřelky na místech jako Żoliborz, Mokotów, Czerniaków a v centru města. To uvedlo do stavu bdělosti německé vojáky, ale tento fakt nepředstavoval zásadní problém, naopak mohl být výhodou, protože německé okupační orgány situaci mylně vyhodnotily jako neorganizované nepokoje. To by povstalcům spíše pomohlo, než uškodilo, protože hlavní cíle útoků by byly oslabeny o muže odeslané potlačit „lokální konflikty“. V 16:00 však obdržel Paul Otto Geibel, velitel policie a SS ve Varšavě, varování před všeobecným povstáním i s hodinou W. Podle některých spekulací informace údajně pocházela od důstojníka Luftwaffe, který se k ní dostal přes svoji tajnou polskou milenku (a její doporučení, aby tentokráte odjel trávit dovolenku raději někam mimo město). Hodina bohatě stačila k tomu, aby Geibel ukončil „hašení lokálních nepokojů“ a zkoncentroval své síly na klíčových pozicích. Špatně vybavené povstalecké jednotky v 17:00 už útočily proti profesionálně připravené obraně, která je čekala.
Výsledek prvních dvou dnů nebyl vůbec uspokojivý. Povstalci v mnoha oblastech utrpěli značné ztráty. V některých oblastech se nepodařilo dosáhnout splnění téměř žádného cíle a jednotky byly zahnány či se rozprchly do okolních lesů, v dalších byly úspěchy poloviční. Povstalecké území bylo scelené jen z části, kromě oblasti centra a starého města, kde vzniklo něco, co se dalo nazvat bránitelným perimetrem (zde přidělené jednotky povstalců byly na svých akcích podpořeny elitními jednotkami Kedywu), byly povstalecké pozice roztříštěny a postrádaly spolehlivé logistické spojení. Dobyta byla jen část důležitých cílů a center německého odporu, získána jen část plánovaného materiálu. Povstání na východním břehu Visly ve čtvrti Praga dosáhlo jen minimálních počátečních úspěchů (soustřeďovala se zde většina německé posádky, která navíc mohla rychle čerpat z podpory záložních frontových jednotek) a bylo de facto rozpuštěno s tím, že povstalci mají buďto splynout s davem, nebo se pokusit spojit s úspěšnějšími jednotkami na levém břehu či mimo město, dostanou-li se k nim. Extrémně špatnou zprávou bylo zjištění, že obsazení kteréhokoliv z letišť je za současného stavu naprosto nereálné.

### Snaha zkonsolidovat pozice

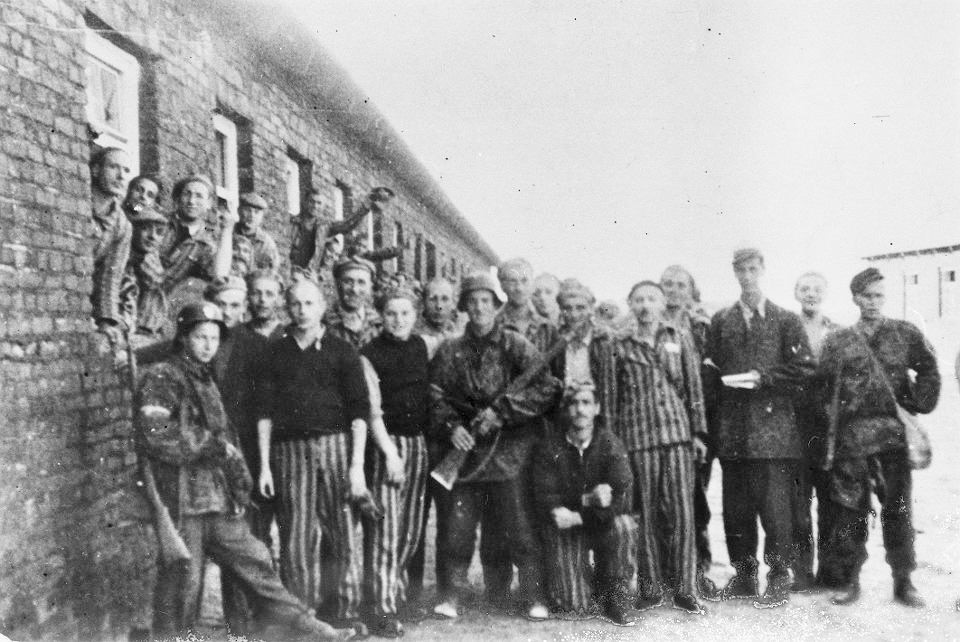
Židovští vězni z věznice Gęsiówka a jejich osvoboditelé z čety Alek roty Rudy praporu Zośka

Povstalecké síly přejaly po několika hodinách boje značně defenzívní strategii a začaly stavět barikády, v čemž jim velice ochotně pomáhalo obyvatelstvo. Rozdělení ukořistěných zbraní zvýšilo značně bojovou sílu povstalců, nicméně německá strana už začala posilovat pomocí frontových a záložních jednotek dislokovaných v okolí, takže obnovení generální ofenzívy bylo i tak nemyslitelné. Povstalečtí velitelé se rozhodli ve větší míře nasadit do bojů jednotky Kedywu, zejména pak elitní harcerské prapory Zośka a Parasol, aby s podporou místních jednotek vyřešily nejchoulostivější situace.
Lokálně tak pokračovala povstalecká ofenzíva, tj. postupné dobývání klíčových postů německé obrany a snaha spojit roztříštěné enklávy, až do 4. srpna (resp. rána 5. srpna), kdy německá strana zahájila první velké ofenzívní akce i masové páchání masakrů na varšavských civilistech (útok na městskou část Wola a zmasakrování jejích obyvatel, včetně veškerého osazenstva tamní nemocnice) a těžiště činnosti jednotek Kedywu se přesunulo k řešení aktuálně se rodících úkolů defenzívního charakteru. Zpočátku ještě zahrnovalo rozsáhlé protiútoky (v této době vznikla řada snímků dokumentujících německá zvěrstva), později však byla pasivnější. 5. srpna ještě ovšem dobíhaly větší ofenzívní akce povstalců, za zmínku stojí zejména dobytí věznice Gęsiówka praporem Zośka, který byl na své akci podporován ukořistěným Pantherem. Z koncentračního tábora v ní zřízeného bylo osvobozeno 383 vězňů, z toho 348 Židů, z nichž velká část vstoupila do povstaleckých bojových jednotek.

### Německý útok a masakry

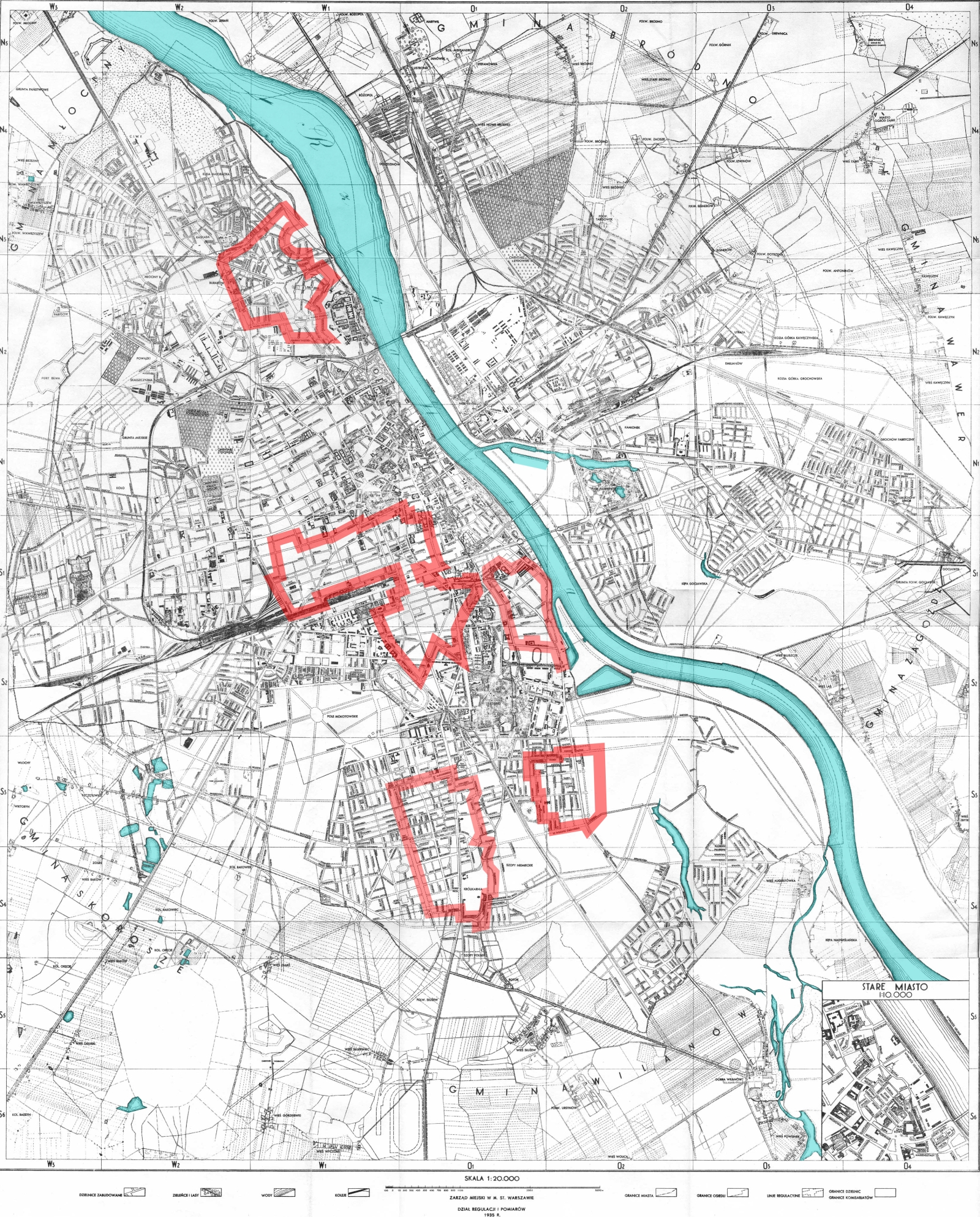
Pozice povstalců 10. září

| „                           | * Zajatí povstalci budou popraveni bez ohledu na to, zda dodržují či nedodržují Ženevské konvence. * Neválčící obyvatelé, včetně žen a dětí, budou též popraveni. * Celé město bude srovnané se zemí, to jest domy, ulice, veřejné stavby i vše, co se v něm najde. | “ |
| — Rozkaz Heinricha Himmlera | |   |

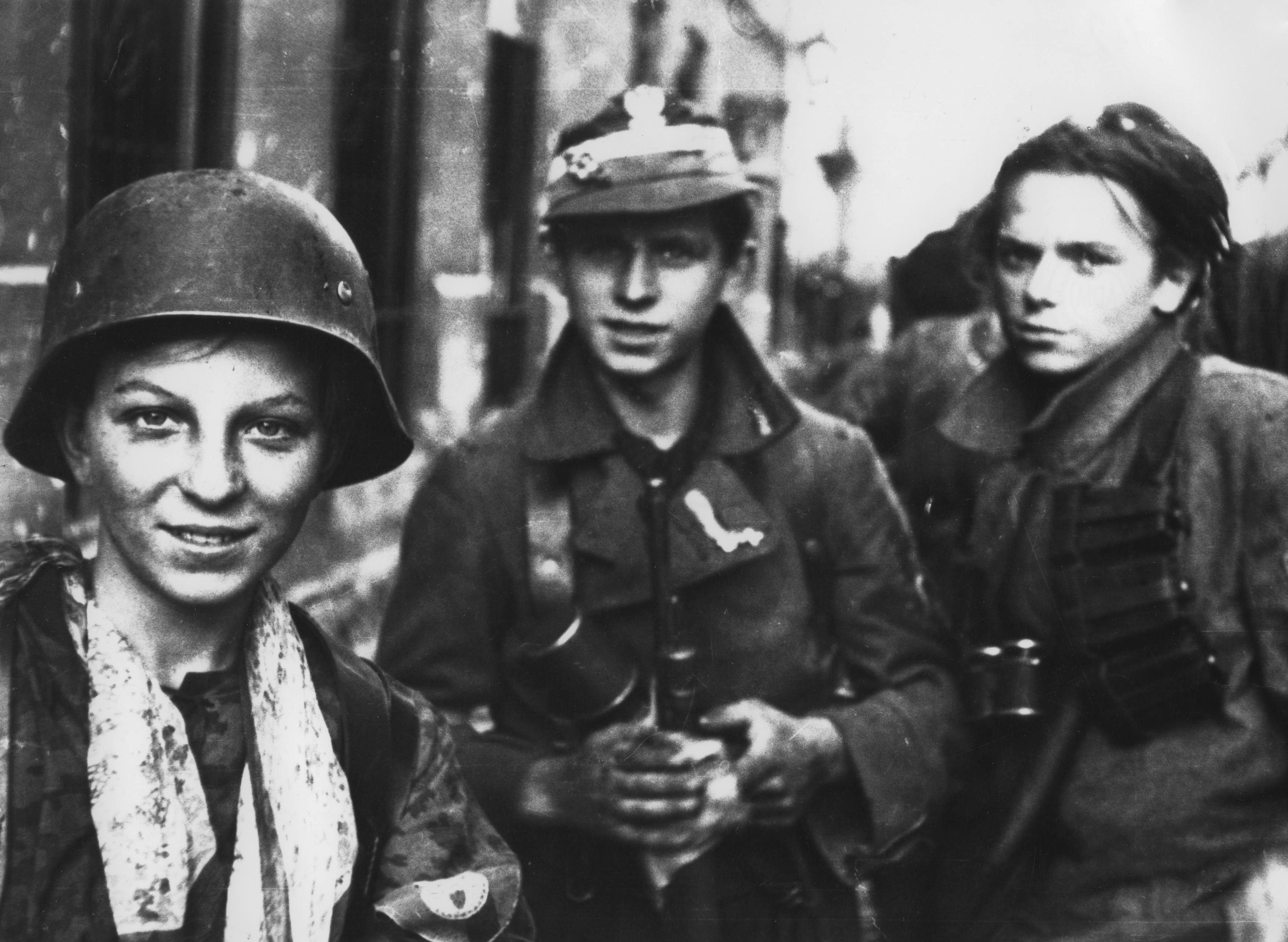
2. září 1944: Příslušníci praporu Miotła (skupina Radosław), kteří právě absolvovali
vyčerpávající ústup kanály. V přilbě Tadeusz Rajszczak ("Maszynka")

Po 5. srpnu se situace povstalců začala prudce zhoršovat. Velení nařídilo evakuaci některých neudržitelných enkláv a ustavilo nouzovou logistickou cestu mezi zbývajícími centry odporu, která vedla varšavskými kanály. Pro ty byly vytvořeny zvláštní kanálové jednotky, složené z velké části z dětí (normálně vzrostlý dospělý muž byl vzhledem k omezeným prostorám kanálů prakticky nepoužitelný). Povstalecká strana byla šokována brutalitou Němců, kteří masově vraždili každého, kdo jim padl do rukou, a používali při útocích na jejich pozice ženy a děti jako živé štíty. Toto jednání protivníka ovšem posílilo odhodlání povstalců bojovat a zbavilo je zábran v oblasti bojového nasazení žen a dětí, protože v situaci, kdy stejně všichni zemřou, už bylo zbytečné uvažovat o tom, zda je morální vystavovat je riziku. Do bojů a plnění nebezpečných úkolů byly nasazováni všichni jen trochu přijatelní dobrovolníci a dobrovolnice, kteří se přihlásili a pro které se (v prvním případě) podařilo najít zbraň. Obrana pracovala překvapivě efektivně a německé jednotky postupovaly jen pomalu a za cenu těžkých ztrát.
Povstalecké území se postupně zmenšovalo a bylo zaplaveno civilisty prchajícími před postupujícími Němci. Na povstalecké enklávy se snesla nepřetržitá smršť dělostřeleckých granátů a leteckých bomb, docházelo střelivo, voda i potraviny. Dodávky dodávané nejprve západními spojenci a později Sověty byly nedostatečné a většina z nich přišla vniveč: od západních spojenců často padaly na nepřátelskou stranu či do země nikoho (povstalci jich dostali slabou polovinu), ty sovětské byly navíc často poškozeny, protože kontejnery nebyly vybaveny padáky.
Na německé straně postupně došlo ke sporům, jak zacházet se zajatci. Jednotky SS a různé podpůrné sbory v souladu s Himmlerovým rozkazem a praxí popravovat „bandity“ likvidovaly každého obyvatele Varšavy, kterého dostaly pod ruku, rabovaly a znásilňovaly. Zhruba až do půli září byli všichni zajatci vražděni, později byla tato zjevně nepřínosná politika mírněna.

## Masové vraždy obyvatel Varšavy

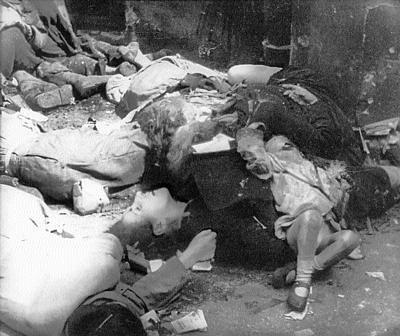
Zavraždění varšavští civilisté

- Masové popravy v "Policejní čtvrti" – prvním místem masových poprav zajatců a obyčejných obyvatel centrální čtvrti (Śródmieście) města bylo hlavní sídlo německé Sicherheitspolizei u Aleje Szucha. Německé gestapo a ukrajinské kolaborantské policejní složky, zde velmi brutálně povraždili 5 000 až 10 000 lidí (včetně žen a dětí).[11]
- Vyvraždění čtvrti Wola – největší německou masovou vraždou bylo, hlavně ve dnech 5.-7. srpna 1944, vyvraždění všech obyvatel varšavské čtvrti Wola. Vraždění 40 000 polských civilistů bylo doprovázeno znásilňováním a rabováním (podle některých odhadů až 65 000 obětí).[12]
- Vyvraždění čtvrti Ochota – vyvražďování obyvatel čtvrti Ochota probíhalo ve dnech 4.-25. srpna 1944. Němci zde zavraždili 8 000 polských civilistů.[13] Na vraždění se zde podílely i ruské kolaborantské brigády vycvičené v Německu a zařazené do útvarů Waffen-SS jako útočná brigáda SS R.O.N.A., které ve Varšavě měly na svědomí obzvlášť brutální masové znásilňování a vraždění.[14]
- Ostřelování obydlených čtvrtí těžkým dělostřelectvem – během povstání Němci ostřelovali civilní čtvrtě těžkým dělostřelectvem: např. Karl-Gerät (600 mm), 35.5 cm Haubitze M1 (355 mm), Sturmtiger (380 mm) a dalšími těžkými zbraněmi. Jeden zásah z těchto zbraní (zvláště dvě tuny vážící střela moždíře Karl-Gerät) okamžitě ničil celé mnohopatrové činžovní domy, při čemž umíraly stovky civilistů ukrývajících se ve sklepech.[15]

## Kapitulace
Na začátku října došlo k jednání o kapitulaci. Němci už nebyli tak silní, takže souhlasili s tím, aby příslušníci Zemské armády byli považováni za pravidelné vojsko, takže půjdou do zajetí a bude s nimi zacházeno podle třetí ženevské úmluvy. V okamžiku kapitulace Němci opravdu většinou dodrželi slovo, přičemž většina jeho porušení zřejmě byla způsobena neinformovaností. Vojáci Zemské armády a hlavní velitel Tadeusz Bór-Komorowski přešli většinou do zajetí, část se pokusila splynout s civilním obyvatelstvem, které bylo vysídleno (říkalo se tomu evakuace) a do opuštěného města vstoupily speciální ženijní oddíly s rozkazem celé město zničit. Předtím však bylo město vyrabováno a veškeré věci byly posílány do koncentračních táborů, kde je vězňové měli roztřídit, a pak byly dále využity v Německu.

## Výsledek a význam povstání

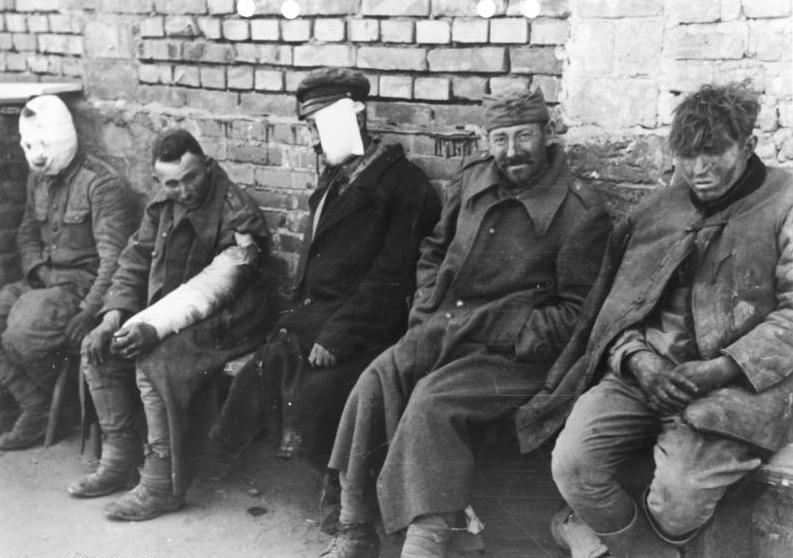
Zajatí povstalci

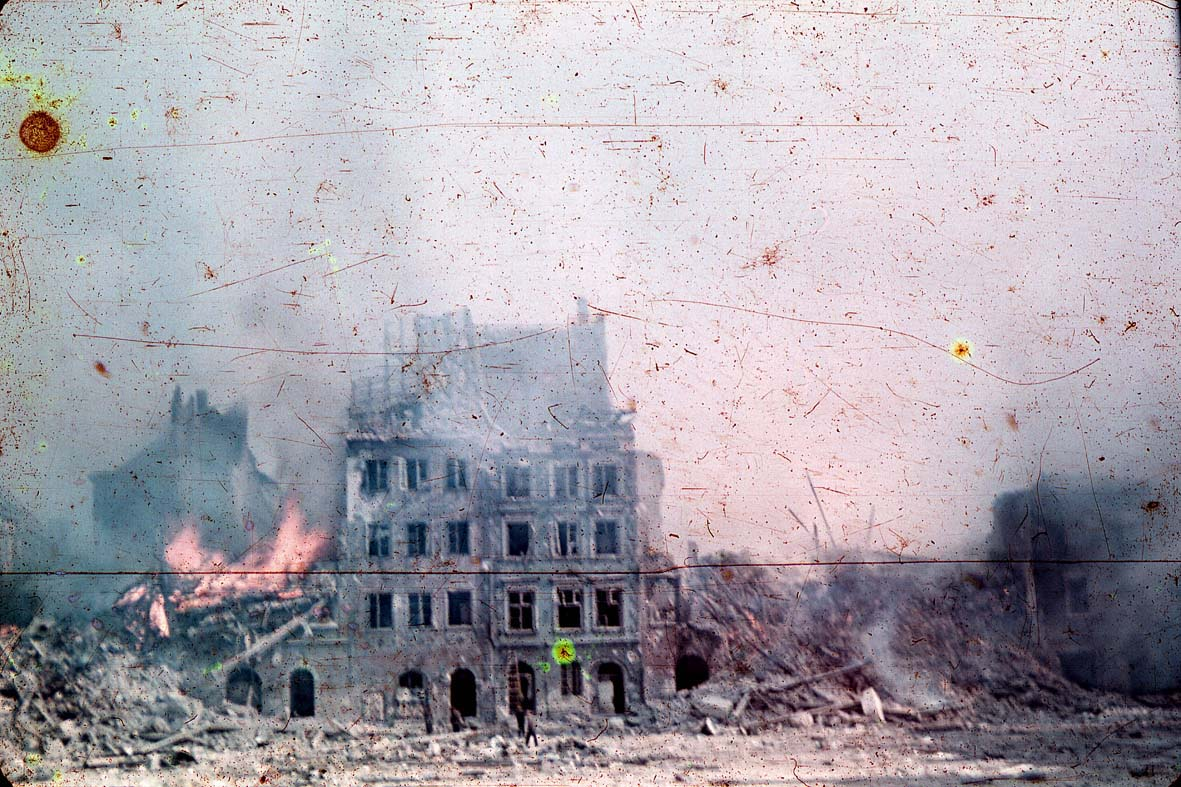
Staroměstské náměstí během varšavského povstání v srpnu 1944, fotografováno barevným negativem Agfacolor.

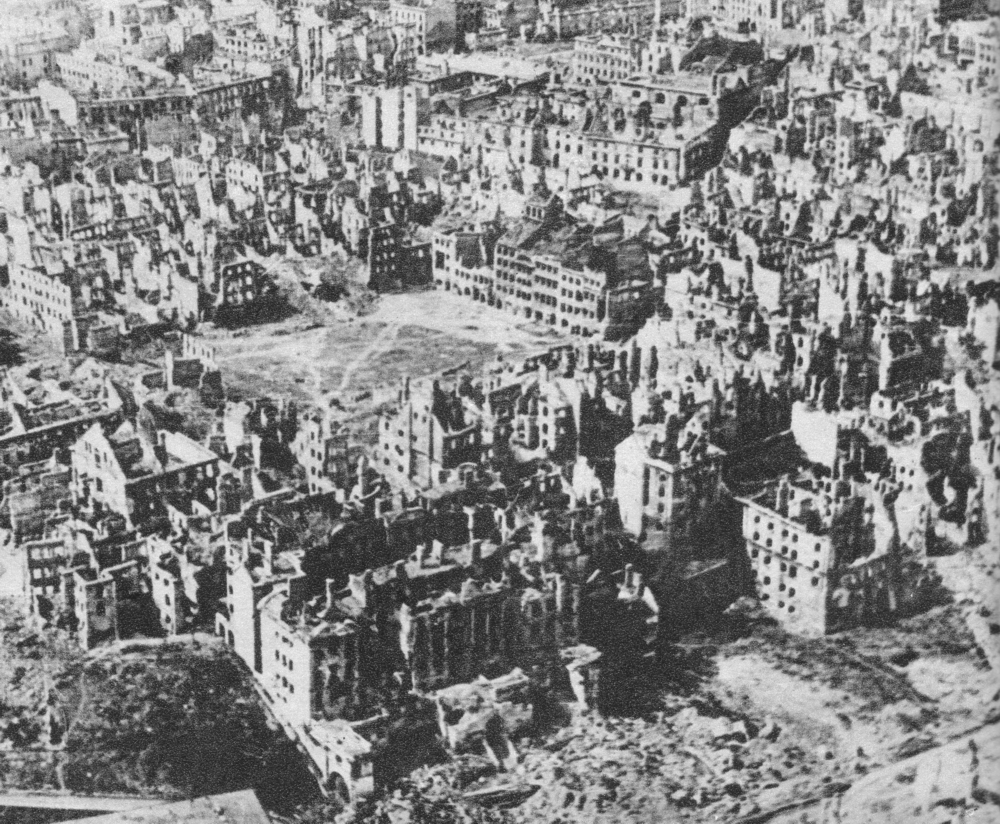
Zničená Varšava v lednu 1945

Boje trvaly 63 až 66 dnů. Mezi zabitými bylo hodně mládeže, zejména varšavská inteligence. Němci v průběhu povstání masově vraždili zajatce, děti, které sloužily jako polní pošta a týlové spojky, i naprosto nezúčastněné civilisty.
Během bojů bylo zničeno asi 25 % městské zástavby a po skončení povstání na zvláštní rozkaz bylo zničeno dalších 35 %. Během obranných bojů v září 1939 bylo zbořeno asi 10 % zástavby a 15 % při povstání ve varšavském ghettu. Na konci války tak bylo v troskách asi 85 % města. Porážka povstání a likvidace Varšavy znamenala kritické oslabení podzemního státu v tu nejnevhodnější dobu, což logicky vyústilo v jeho neschopnost účinně vzdorovat nástupu komunistické diktatury.
Ačkoliv se to komunističtí a sovětští historici snažili popírat, povstání mělo nepřehlédnutelný dopad na operace na východní frontě. Němci v bitvě utrpěli nemalé ztráty – podle propočtů Ericha von dem Bacha asi 26 tisíc lidí (17 tisíc zabitých a 9 tisíc zraněných) – likvidací povstání byly 63 dnů vázány jejich nemalé síly, ztratili možnost využívat přes Varšavu vedoucí logistické trasy a nemohli ji využít jako pevnost, o niž by se jejich vojska opírala. Statečnost, vytrvalost a houževnatost povstalců udělala na německou stranu velký dojem, Heinrich Himmler neváhal srovnat boje o Varšavu s boji o Stalingrad.

### Trvání povstání
Nejběžněji se udává, že povstání trvalo 63 dnů, což je doba, po kterou trvaly boje zastavené příměřím 2. října. Alternativní údaje jsou: a) 64 dní, kdy je za konec povstání brána kapitulace podepsaná 3. října, b) 66 dnů, kdy byly vzaty do zajetí poslední povstalecké oddíly a byla ukončena činnost veřejně působících struktur podzemního státu a velení Zemské armády ve Varšavě.

### Počet civilních obětí
Počet obětí na polské straně není nikde dokumentován a je těžké přesný počet zjistit. Nejčastěji udávaný počet 200 tisíc zabitých se poprvé objevil ještě během povstání 28. srpna v Lublinu na tiskové konferenci, kterou pro zahraniční (i západní) tisk zorganizoval komunistický Polský výbor národního osvobození. Vzhledem k tomu, že nebyly žádné další údaje, tak se toto číslo ujalo. Konzervativní odhady současných historiků udávají počet 120-150 tisíc, na druhé straně existují i odhady, které udávají daleko vyšší počet obětí. Za seriózní jsou obvykle brány ty odhady, které se vejdou do rozmezí 120-250 tisíc.